# Kreisordnung (Preußen)

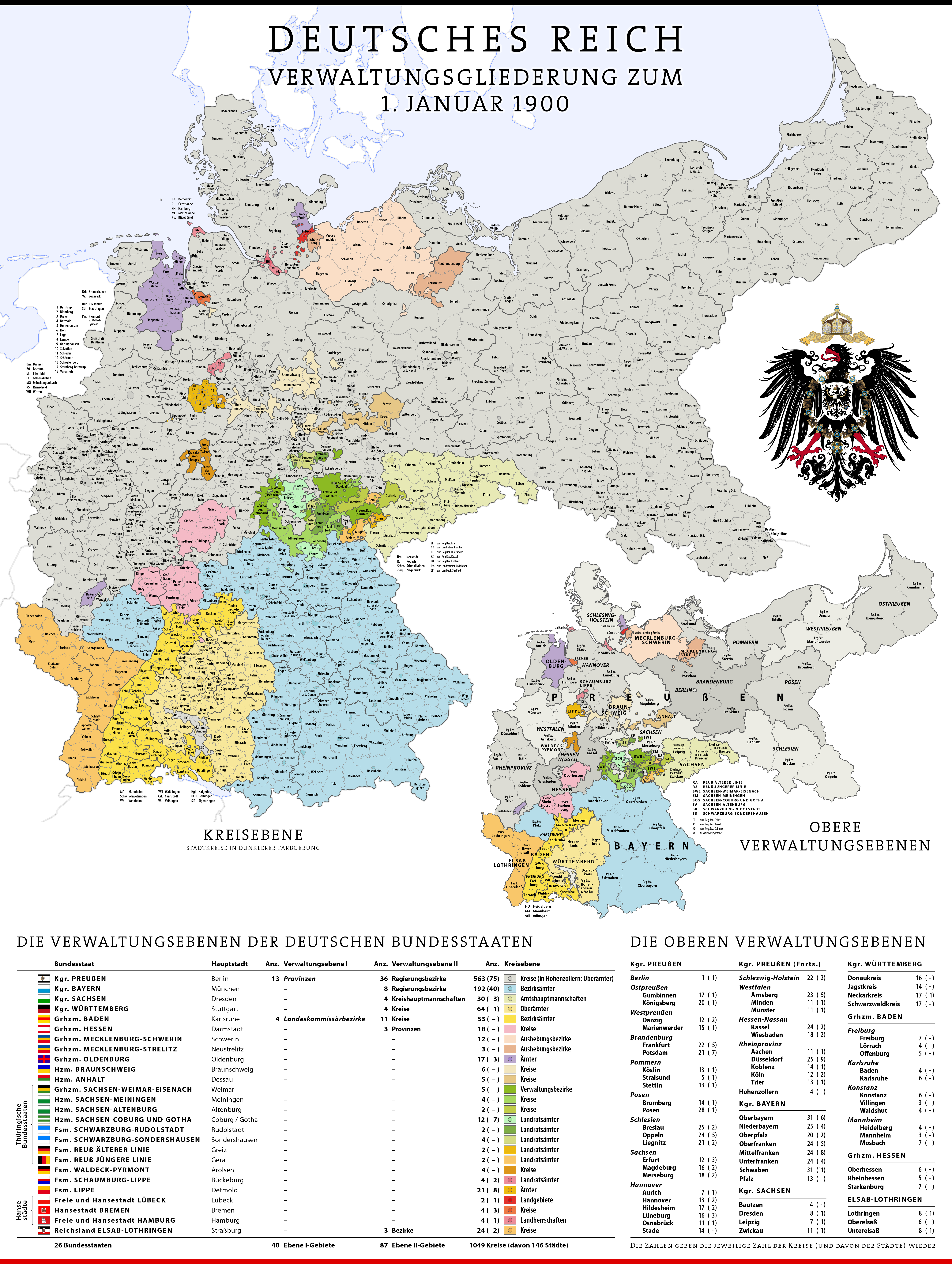
Kreise des Deutschen Reichs am 1. Januar 1900

Die Preußische Kreisordnung von 1872 regelte die Organisation der preußischen Kreise neu.

## Geschichte
Nach Stocken der Stein-Hardenbergischen Reformen waren die nach den Befreiungskriegen den einzelnen Provinzen gegebenen Kreisordnungen von 1823 bis 1825 schon ein Ergebnis der Reaktionszeit. Auch das Versprechen einer zeitgemäßen Neuregelung (in Art. 104 der sogenannten oktroyierten Verfassung von 1848 bzw. in Art. 105 der „revidierten“ preußischen Verfassung von 1850) blieb noch lange unerfüllt. Vor allem der zähe Widerstand der durch die überkommenen Regelungen begünstigten Kreise verzögerte eine Reform. In den Kreisversammlungen hatten die Vertreter des adligen Großgrundbesitzes ein zum Teil mehrfaches Übergewicht gegen die Vertreter der Städte und des „platten Landes“ (bäuerlicher Grundbesitz), was zunehmend als anachronistisch erkannt wurde. Die bürgerlichen Vertreter drängten seit Mitte der 1850er Jahre auf eine zeitgemäße Neuregelung der Kreis- und Provinzialvertretungen. Im Frühjahr 1865 wurde von Wilhelm Adolf Lette und anderen im preußischen Landtag der Entwurf einer Kreisordnung eingebracht, über den zu verhandeln wegen der außenpolitischen Lage die Regierung Bismarck zunächst ablehnte. Um die Diskussion wieder anzustoßen, veröffentlichte Lette 1867 eine Denkschrift über die Entwicklung der Reformüberlegungen. Nach dem Vorschlag Lette's sollten unterschiedliche Regelungen für die Kreisvertretungen in den östlichen und den westlichen Provinzen getroffen werden.
Dass die preußischen Regierung unter der Leitung Bismarcks dieser Regelung zuneigte, zeigt die für die Herzogtümer Schleswig und Holstein am 22. September 1867 erlassene „Verordnung betreffend die Organisation der Kreis- und Distriktsbehörden sowie die Kreisvertretung in der Provinz Schleswig-Holstein“: § 17 bestimmt, dass die Stimmenzahl der „Besitzer größerer Güter“ nicht mehr als ein Drittel, in einigen Kreisen allerdings auch noch „nicht mehr als die Hälfte“ der Gesamtzahl der Kreistagsmitglieder ausmachen solle.
Nach langen und schwierigen Verhandlungen gelang schließlich eine weitgehend an freisinnigen Vorstellungen orientierte Neufassung der Kreisordnung zunächst für fünf der sechs östlichen Provinzen der Monarchie, als Gesetz vom 13. Dezember 1872 am 23. Dezember verkündet. Die neue Kreisordnung trat am 1. Januar 1874 in Kraft und bildete in der Folgezeit auch die Basis für eine neue Provinzialordnung.
Das Gesetz erstreckte sich also zunächst auf die Provinzen Preußen, Brandenburg (mit Berlin), Pommern, Schlesien und Sachsen mit der Maßgabe, dass es durch königliche Verordnung in der Provinz Posen oder Teilen davon in Kraft gesetzt werden konnte.

## Inhalt

### Rechtliche Stellung
Jeder Kreis bildete einen Kommunalverband zur Selbstverwaltung seiner Angelegenheiten mit den Rechten einer Korporation. Städte mit mindestens 25.000 Einwohnern durften einen Stadtkreis für sich bilden. Glieder des Kreises waren die Städte, soweit sie nicht eigene Stadtkreise bildeten, und die Amtsbezirke. Diese wiederum umfassten mehrere Landgemeinden. Für den Bereich eines selbständigen Gutsbezirks war dessen Besitzer oder ein von ihm bestellter Vertreter Ortsobrigkeit. Ihm oblagen die Pflichten und Leistungen, die auch den Landgemeinden oblagen.

### Selbstverwaltung
Jeder Kreis war im Rahmen seiner Selbstverwaltung befugt, Anordnungen und Reglements zu erlassen. Die kreisangehörigen Gemeinden mussten eine Kreisumlage durch Zuschläge zu den direkten Staatsteuern, insbesondere zur Klassen- und Einkommensteuer, erbringen. Kreisangehörige waren verpflichtet, Ehrenämter anzunehmen.

### Landrat
An der Spitze der Verwaltung stand der auf Vorschlag des Kreistags vom König ernannte Landrat. Er hatte eine Doppelfunktion als Chef der Selbstverwaltung und als Organ der Staatsregierung. Zugleich war er Vorsitzender des Kreistags und Kreisausschusses. Ihm war ein Kreissekretär zugeteilt, und zwei gewählte Kreisdeputierte. Letztere vertraten ihn. Bei kurzzeitiger Verhinderung konnte das auch der Kreissekretär.

### Kreisausschuss
Ein vom Kreistag gewählter Kreisausschuss von sechs Mitgliedern stand dem Landrat in der Verwaltung der Kreisangelegenheiten und Wahrnehmung der Geschäfte der allgemeinen Landesverwaltung zur Seite.

### Kreistag
Der Kreistag bestand aus mindestens 25 Mitgliedern. Er musste mindestens zweimal im Jahr zusammentreten. Gewählt wurde er nach einem Proporzsystem, bei dem die Einwohner der Stadtgemeinden – nach ihrem Bevölkerungsanteil am Kreis – bis zur Hälfte der Mitglieder wählten, während die übrigen Mitglieder gleichmäßig zum einen von den Einwohnern der Landgemeinden, zum anderen von den ländlichen Grundbesitzern gewählt wurden, die mindestens 150 bis 450 Mark staatlicher Grund- und Gebäudesteuer abführten. Es handelte sich um indirekte Wahlen durch Wahlmänner. Die Legislaturperiode betrug sechs Jahre.

## Wissenswert
Im Großherzogtum Hessen wurde 1874 eine Kreisordnung in Kraft gesetzt, die sich nach dem Modell der Preußischen Kreisordnung von 1872 richtete.